# Wolframato de cadmio
El wolframato de cadmio, volframato de cadmio o tungstato de cadmio es un compuesto inorgánico, del grupo de las sales, que está constituido por aniones wolframato {\displaystyle {\ce {WO4^{2-}}}} y cationes cadmio (2+) {\displaystyle {\ce {Cd^{2+}}}}, cuya fórmula química es {\displaystyle {\ce {CdWO4}}}.

## Propiedades
El tungstato de cadmio cristaliza en el sistema monoclínico, con cristales de color amarillo pálido. Tiene una densidad de 7,9 g/cm³, un punto de fusión de 1325 °C - 1598 °C y una dureza entre 4 y 4,5. No es higroscópico ni soluble en agua. Es muy tóxico por inhalación. Su índice de refracción vale 2,2-2,3. Su espectro de emisión se sitúa entre 470 y 540 nanómetros, absorbiendo radiación de hasta 330 nm.

## Aplicaciones
El wolframato de cadmio se emplea, en forma de monocristales, en la fabricación de centelleadores ya que se excita emitiendo fotones de luz visible cuando por él pasa radiación gamma, por lo que es utilizado para la detección y medida de la radioactividad mediante el registro de esa luminiscencia. También se emplea en pinturas fluorescentes y en pantallas de rayos X.